# 清華大学美術学院
清華大学美術学院（中国語: 清华大学美术学院, 英語: Academy of Arts & Design, Tsinghua University）は、中央工芸美術学院として1956年に創立された。中華人民共和国教育部に認可された大学である。1999年11月20日、清華大学に吸収され、清華大学美術学院に改称した。2000年に修士号を、2003年に博士号を授与する権限を与えられた。
教育部学位センターの発表したランキングによると、清華大学美術学院は中国国内の全美術大学の中で、美術分野で4位、芸術学理論分野では中央美術学院と並んで3位に選ばれた。

## 沿革

### 中央工芸美術学院時代
- 1956年5月21日、国務院の認可のもと、中央工芸美術学院が創立される。初期のスタッフは、中央美術学院華東分院の実用美術学科、中央美術学院の実用美術学科、清華大学の建築学科などから引き抜いた。
- 1956年11月1日、創立式典が開催される。テキスタイルデザイン、陶芸、装飾デザインの三学科と、研究所・研究室が設置される。北京市媽閣廟白堆子に校舎を置く。
- 1957年、朝陽区東三環中路34号に移転する。文化部の管轄下に入る。
- 1957年、インテリアデザイン学科が加わる。
- 1961年、文化学院の印刷工芸学科が中央工芸美術学院に吸収される。
- 1977年、文化革命後、初めての学生が入学する。
- 1980年、中央工芸美術学院デザインセンターを設置する（後に「環境芸術研究デザインセンター）に改称する）。
- 1980年、ファッションデザイン専攻が加わる。
- 1983年、工芸美術史学科が加わり、国内唯一の博士課程プログラムとなる。
- 1984年、インダストリアルデザイン学科とファッションデザイン学科が加わる。
- 1998年9月、北京市の管轄下に入る。

### 清華大学美術学院時代
- 1999年11月20日、中央工芸美術学院は清華大学に吸収され、清華大学美術学院に改称する。
- 2000年、修士号を授与する権限が与えられる。
- 2003年、博士号を授与する権限が与えられる。
- 2003年、博士後期課程芸術学専攻が設置される。
- 2004年、全国大学学科レベル調査にて、芸術学分野で1位となる。
- 2005年9月28日、清華大学内の新キャンパスに移転する。敷地面積は62,000平方メートル。
- 2006年、芸術学の一級学科博士学位を授与する権限が与えられる。

## 組織構成

### デザイン系学科
- テキスタイル・ファッションデザイン学科（中国語: 染织服装艺术设计系）
- 陶芸デザイン学科（中国語: 陶瓷艺术设计系）
- インダストリアルデザイン学科（中国語: 工业设计系）
- 視覚コミュニケーションデザイン学科（中国語: 视觉传达设计系）
- 環境芸術デザイン学科（中国語: 环境艺术设计系）
- 情報芸術デザイン学科（中国語: 信息艺术设计系）

### ファインアート系学科
- 絵画学科（中国語: 绘画系）
- 彫刻学科（中国語: 雕塑系）
- 工芸学科（中国語: 工艺美术系）
- 基礎教育学科（中国語: 基础教学研究室）

### 理論系学科
- 美術史学科（中国語: 艺术史论系）

### 研究所
- 都市建築芸術研究所（中国語: 城市建设艺术研究所）
- 環境芸術コンサルティング研究所（中国語: 环境艺术咨询研究所）
- 建築環境芸術デザイン研究所（中国語: 建筑环境艺术设计研究所）
- ブランドコミュニケーションデザイン研究所（中国語: 品牌传播设计研究所）
- 視覚芸術デザイン研究所（中国語: 视觉艺术设计研究所）
- 陶芸・公共芸術研究所（中国語: 陶艺与公共艺术研究所）
- ファイバーアート研究所（中国語: 纤维艺术研究所）
- 展示芸術研究所（中国語: 展示艺术研究所）
- 装飾材料技術情報研究所（中国語: 装饰材料技术与信息研究所）

## 著名な卒業生
- 龐熏琹
- 閻振鐸
- 王慶霖
- 呂嘉（英語版）